# Geranomyia dybasi
Geranomyia dybasi är en tvåvingeart som först beskrevs av Alexander 1972.  Geranomyia dybasi ingår i släktet Geranomyia och familjen småharkrankar. Inga underarter finns listade i Catalogue of Life.